# Gongseng (Randudongkal)
Gongseng is een bestuurslaag in het regentschap Pemalang van de provincie Midden-Java, Indonesië. Gongseng telt 1515 inwoners (volkstelling 2010).